# Pulikkajärvi
Pulikkajärvi är en sjö i Pajala kommun i Norrbotten och ingår i Torneälvens huvudavrinningsområde. Sjön har en area på 0,06 kvadratkilometer och ligger 247 meter över havet. Sjön avvattnas av vattendraget Pääjoki.

## Delavrinningsområde
Pulikkajärvi ingår i det delavrinningsområde (745614-183390) som SMHI kallar för Namn saknas. Medelhöjden är 255 meter över havet och ytan är 0,7 kvadratkilometer. Det finns inga avrinningsområden uppströms utan avrinningsområdet är högsta punkten. Pääjoki som avvattnar avrinningsområdet har biflödesordning 3, vilket innebär att vattnet flödar genom totalt 3 vattendrag innan det når havet efter 197 kilometer. Avrinningsområdet består mestadels av skog (92 procent). Avrinningsområdet har 0,06 kvadratkilometer vattenytor vilket ger det en sjöprocent på 8,4 procent.